# 吴仞之
吴仞之（1902年11月—1995年），原名吴上千，又名常千，男，江苏常州人，中国话剧导演，中国戏剧家协会理事，上海戏剧学院原副院长、教授。